# Sportåret 1778

## Händelser

### Boxning
- Juni – Harry Sellers besegrar Bill "The Nailer" Stevens och försvarar därmed sin engelska mästerskapstitel i tungvikt. Matchen varar i tio minuter.[1]

### Cricket
- Okänt datum – Surrey CCC vinner County Championship (en inofficiell titel fram till 1890, då de första officiella mästarna koras).

## Födda

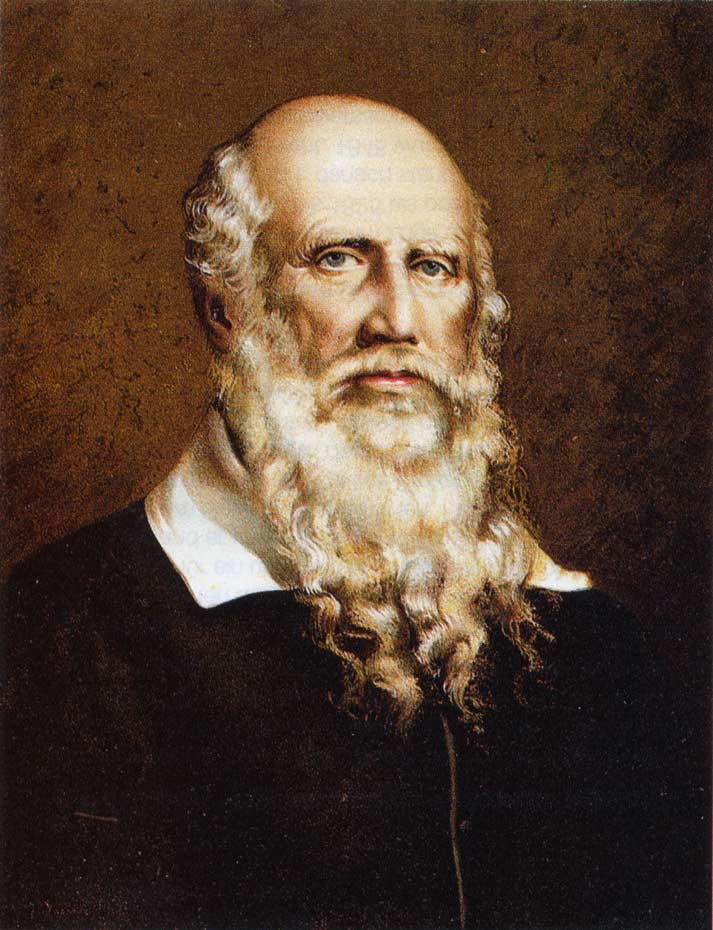
Friedrich Ludwig Jahn.

- 11 augusti – Friedrich Ludwig Jahn, tysk gymnastikledare[2]